# Mount Sterling (Ohio)
Pour les articles homonymes, voir Mount Sterling.
Mount Sterling est un village américain situé dans le comté de Madison, dans l'Ohio. Selon le recensement de 2010, sa population est de 1 782 habitants.